# Antonio Brioschi
Antonio Brioschi (* um 1700; † nach 1750) war ein italienischer Komponist der Frühklassik.

## Leben und Wirken
Über Brioschis Leben ist bisher nichts bekannt. Er wirkte vermutlich zwischen 1725 und 1750 in Casale Monferrato und gilt als Komponist der Mailänder Schule. Seine Werke sind vergleichbar mit denen des bekannteren Giovanni Battista Sammartini; mehrfach befinden sich Werke beider Komponisten in gemeinsam veröffentlichten Sammlungen, so dass die Urheberschaft mancher Werke schwierig zu klären ist. 1733 komponierte er für Einweihung der Synagoge von Casale Monferrato eine hebräische Kantate und eine Eingangssinfonie.
Stilistisch stehen Brioschis Werke zwischen Barock und Frühklassik. Ihre meist dreisätzige, zyklische Struktur und die Gestaltung der langsamen Sätze erinnern an die Konzerte und Opernsinfonien des Spätbarock; die abwechslungsreiche Thematik und Instrumentation insbesondere der Kopfsätze weist demgegenüber auf die Klassik voraus.
Besonders beliebt war Brioschis Musik in London, Paris, Prag, Stockholm und Darmstadt. Der Verlag Breitkopf & Härtel führte bereits in den 1760er Jahren 29 Werke Brioschis in seinen Katalogen. Etwa 30 Bibliotheken in Europa und Nordamerika besitzen Kopien von Brioschis Werken.

## Werke
Brioschi hinterließ ein umfangreiches Œuvre. Erwähnenswert sind seine 26 Sinfonien, Ouvertüren genannt, die als Manuskripte im sogenannten „Fonds Blancheton“ in der Pariser Nationalbibliothek erhalten sind und als früheste italienische Sinfonien gelten, welche die Sonatensatzform gebrauchen. Die Mehrzahl der als Sonate a tre bezeichneten Werke sind sogenannte Orchestertrios, wie sie auch bei Stamitz, Hasse, Wagenseil und anderen frühen Sinfonikern zu finden sind.
- Op. 1: 12 Sonaten für 2–3 Violinen und Basso continuo (G-Dur, B-Dur, A-Dur, G-Dur, F-Dur, E-Dur, D-Dur, C-Dur, B-Dur, G-Dur, D-Dur), Paris 1741/42 (Nr. 11 stammt von Johann Adolph Hasse)
- Op. 2: 6 Sonaten für 2 Violinen, Viola und Basso continuo (G-Dur, E-Dur, F-Dur, G-Dur, D-Dur, H-Dur), Paris 1745
- 4 Sonaten für 2–3 Violinen und Basso continuo (H-Dur, B-Dur, D-Dur, B-Dur)
- 6 Sonaten für 2 Violinen und Basso continuo (E-Dur, E-Dur, A-Dur, E-Dur, G-Dur, G-Dur), London 1744
- Sinfonie E-Dur
- Sinfonie A-Dur für 2 Violinen, Viola und Basso continuo
- 91 Brioschi zugeschriebene Sinfonie a quattro, Concertini a tre, Concertini a quattro und Sonate a tre, von denen 51 authentisch sein könnten.

Verschollene Werke
- Quartett für Violinen
- 11 Sinfonien
- Konzert für 2 Oboen und Orchester
- 2 Sonaten für 2 Violinen und Basso continuo